# 美元智衣
美元 智衣（みもと ちい、1980年2月18日 - ）は、日本の歌手。ビーイングに所属していた。現在は、Mimochi Recordsに所属。大阪府出身。血液型O型。神戸松蔭女子学院大学卒業。姉が3人と兄がいる。兄は俳優の三元雅芸。既婚。

## 来歴
- 1998年 - Sony Recordsより、アニメの主題歌で歌手デビュー。
- 2000年 - aira名義で3月8日に久保田利伸プロデュースのシングル「ずっと忘れない」をリリースし、正式に活動開始。
- 2001年 - 活動休止。休止後は、派遣スタッフとして数々のアルバイトを経験[3]。
- 2006年 - chiiに改名し、東京を中心に活動。デモCD「君の声が聞きたかった」をリリース。
- 2007年 - ビーイングに所属し、美元智衣に再び改名。Chii時代最後の公演のバックバンドは既にBeingのミュージシャンであり、LINDA LOUを脱退した川端孝雄のBeing所属時代最後の仕事であった。
- 2008年3月26日 - ビーイング傘下のZAIN RECORDSより、シングル「再出発（はじまり）」で再デビュー。
- 2014年 - インディーズレーベルMimochi Recordsを設立。
- 2021年 - 作・編曲を担当しているギタリストのKAZと結婚したことを発表。

## ディスコグラフィー

### シングル
aira名義 (aira は旧芸名)
1. ずっと忘れない（2000年3月8日） 
  - NHK連続テレビ小説『あすか』イメージソング
2. 天使（2001年1月24日）

美元智衣名義
1. 再出発（はじまり）（2008年3月26日発売）
  - テレビ東京『オシゴト交換（スイッチ）』エンディングテーマ
2. Miss You（2008年12月17日発売）
  - BS朝日ドラマ『ラストメール』主題歌

Chii名義
1. 君の声が聞きたかった

### 配信限定シングル
1. 粉雪（2009年1月30日）
2. 雪空 〜今 会いたくて〜（2009年11月25日）
3. 君と過ごした季節（シーズン）（2009年12月16日）
4. キミだけのRainbow（2010年3月31日）
5. アイの島（2010年7月14日）
6. 願い雪（2010年12月22日）
7. 絵の具箱 ～Dear My Daddy～（2011年1月12日）

### アルバム
| 枚  | 発売日         | タイトル         | 規格品番  | 備考 |
| --- | -------------- | ---------------- | --------- | --- |
| 1st | 2008年4月30日  | 再出発(はじまり) | ZACL-9023 | 全6曲 |
| 2nd | 2009年4月8日   | I Miss You       | ZACL-9033 | 全7曲 |
| 3rd | 2011年3月9日   | 誰より君が好き   | ZCL-023   | 全8曲。Musing専売                                                                                        |
| 4th | 2013年9月25日  | アカシア         | ZCL-025   | 全13曲。Musing専売                                                                                       |
| 5th | 2015年12月12日 | crystal wish     | MMCR-1    | 全5曲。編曲は池田大介、MissTy、田村直樹。以降Mimochi recordsよりリリース。                               |
| 6th | 2018年2月18日  | SMILE            | -         | 全10(9+1)曲。編曲はKAZ、田村直樹。 Gift track「またあなたに出逢いたい」は作・編曲ともにck510（後藤康二） |
| 7th | 2019年8月31日  | 7th Avenue       | -         | 全7(6+1)曲。編曲はKAZ。Bonus track「beLoved」は作曲もKAZ                                                 |
| 8th | 2021年12月31日 | Winter Silence   | -         | 全6曲。既存曲をコンセプトリアレンジ収録 全作曲：美元智衣 / 編曲：KAZ                                     |

※本人公式サイトに則り、ミニアルバムもアルバムとしてカウントする。

### デジタルミニアルバム
1. アイの島（2010年8月25日発売）
2. アイシテル（2011年2月23日発売）

### 参加作品
1. True Colors Album vol.3（2016年12月22日）

- キスして・ラララララブソング・prayer 収録

1. Together（2020年6月17日）

- 未来地図 ～2020' compilation album ver～収録

## 連載
- music freak Es 「chii's recipe+」

## 出演

### ラジオ
- REQ JAM（有線ラジオ、2001年2月〜6月）
- 週刊 Music Punch!!（FM青森他、2006年10月〜12月）
- 夕焼け番長スーパー列伝～第二章～ちぃさく一歩前!　(レギュラー出演)（WALLOP放送局、2012年7月〜）

## レコーディング参加
- ORANGE RANGE「はい!もしもし…夏です!」

## 参照
1. ↑  “ミニライブ♪”.   神戸松蔭女子学院大学 女子大生ブログ「はぴはぴ通信」 (2008年12月3日). 2015年1月27日閲覧。
2. ↑  “皆様にご報告”.   美元智衣&Staffs (2021年9月28日). 2022年1月27日閲覧。
3. ↑  美元智衣さん - 「旬の人」虹色インタビュー